# Malabar (Florida)
Malabar ist eine Stadt im Brevard County im US-Bundesstaat Florida. Das U.S. Census Bureau hat bei der Volkszählung 2020 eine Einwohnerzahl von 2.949 ermittelt.

## Geografie
Malabar grenzt direkt an die Städte Palm Bay und Grant-Valkaria und liegt am Intracoastal Waterway in unmittelbarer Küstennähe des Atlantiks. Die Stadt liegt rund 60 km südlich von Titusville sowie 110 km südöstlich von Orlando.

## Demographische Daten
Laut der Volkszählung 2010 verteilten sich die damaligen 2757 Einwohner auf 1239 Haushalte. Die Bevölkerungsdichte lag bei 100,3 Einw./km². 91,7 % der Bevölkerung bezeichneten sich als Weiße, 3,9 % als Afroamerikaner, 0,5 % als Indianer und 0,9 % als Asian Americans. 0,6 % gaben die Angehörigkeit zu einer anderen Ethnie und 2,4 % zu mehreren Ethnien an. 4,1 % der Bevölkerung bestand aus Hispanics oder Latinos.
Im Jahr 2010 lebten in 25,2 % aller Haushalte Kinder unter 18 Jahren sowie 32,5 % aller Haushalte Personen mit mindestens 65 Jahren. 71,6 % der Haushalte waren Familienhaushalte (bestehend aus verheirateten Paaren mit oder ohne Nachkommen bzw. einem Elternteil mit Nachkomme). Die durchschnittliche Größe eines Haushalts lag bei 2,45 Personen und die durchschnittliche Familiengröße bei 2,87 Personen.
20,6 % der Bevölkerung waren jünger als 20 Jahre, 13,4 % waren 20 bis 39 Jahre alt, 38,2 % waren 40 bis 59 Jahre alt und 27,9 % waren mindestens 60 Jahre alt. Das mittlere Alter betrug 50 Jahre. 52,3 % der Bevölkerung waren männlich und 47,7 % weiblich.
Das durchschnittliche Jahreseinkommen lag bei 63.672 $, dabei lebten 8,3 % der Bevölkerung unter der Armutsgrenze.
Im Jahr 2000 war Englisch die Muttersprache von 100 % der Bevölkerung.

## Verkehr
Durch das Stadtgebiet führen die Interstate 95, der U.S. Highway 1 (SR 5) sowie die Florida State Road 514.